# 矢野政雄
矢野 政雄（やの まさお、1894年（明治27年）11月20日 - 1975年（昭和50年）5月14日）は、大日本帝国陸軍軍人。最終階級は陸軍中将。功四級

## 経歴
1894年（明治27年）に大分県で生まれた。陸軍士官学校第28期、陸軍大学校第39期卒業。1938年（昭和13年）7月15日に陸軍砲兵大佐進級と同時に野戦重砲兵第6連隊長に就任し、日中戦争に出動。1939年（昭和14年）に留守第1師団参謀長に転じ、1941年（昭和16年）4月1日に陸軍野戦砲兵学校研究部主事を経て、7月7日に第28砲兵団長に就任した。
10月15日に陸軍少将に進級し、1942年（昭和17年）に駐蒙軍参謀長に就任、1943年（昭和18年）8月より兼情報部長。1944年（昭和19年）10月に第3方面軍参謀長に転じ、1945年（昭和20年）3月1日に陸軍中将に進級した。3月23日に第57師団長に親補され、本土決戦に備え福岡県南部に展開した。同年10月3日には九州上陸地支局長に就任。
1947年（昭和22年）11月28日、公職追放仮指定を受けた。

## 栄典
外国勲章佩用允許
- 1943年（昭和18年）7月14日 - 中華民国：二級同光勲章[5]